# Уве Гран
Уве Гран (швед. Ove Grahn, 9 травня 1943 — 11 липня 2007, Алінгсос) — шведський футболіст, що грав на позиції нападника.
Виступав, зокрема, за клуби «Ельфсборг» та «Грассгоппер», а також національну збірну Швеції, у складі якою став учасником двох чемпіонатів світу.

## Клубна кар'єра
У дорослому футболі дебютував 1961 року виступами за команду «Ельфсборг», в якій того ж року став чемпіоном Швеції, але зіграв у турнірі лише 4 гри. З наступного сезону став основним гравцем команди і провів ще чотири сезони, взявши участь загалом у 91 матчі чемпіонату за клуб і був основним гравцем атакувальної ланки команди та одним з головних бомбардирів команди, маючи середню результативність на рівні 0,69 гола за гру першості.
1965 року перебрався до Швейцарії, де став гравцем «Грассгоппера» і відіграв за команду з Цюриха наступні шість сезонів своєї ігрової кар'єри. За цей час виборов титул чемпіона Швейцарії у сезоні 1970/71.
1971 року уклав контракт з іншим місцевим клубом «Лозанна», у складі якого провів наступні два роки своєї кар'єри гравця. Граючи у складі «Лозанни» також здебільшого виходив на поле в основному складі команди і був серед найкращих голеодорів, відзначаючись забитим голом в середньому щонайменше у кожній третій грі чемпіонату і у сезоні 1970/71 з 18 голами став найкращим бомбардиром швейцарської Суперліги.
1973 року повернувся до клубу «Грассгоппер», за який відіграв ще 3 сезони, а завершив кар'єру футболіста на батьківщину виступами за команду «Ергрюте» у 1978 році.

## Виступи за збірну
19 червня 1962 року дебютував в офіційних іграх у складі національної збірної Швеції в матчі чемпіонату Північної Європи проти Фінляндії (3:0), забивши гол.
У складі збірної був учасником чемпіонату світу 1970 року у Мексиці, зігравши на турнірі в двох матчах — з Італією (0:1) та Уругваєм (1:0). У грі з уругвайцями Уве вийшов на заміну на 84 хвилині замість Йоран Ніклассона, а вже на 90-ій забив гол, який приніс перемогу його команді, втім саме латиноамериканці пройшли у наступний раунд через кращу різницю голів.
На наступному чемпіонат світу 1974 року у ФРН Гран був основним нападником збірної і зіграв в усіх шести іграх, а його команда вилетіла після другого групового етапу.
Загалом протягом кар'єри у національній команді, яка тривала 15 років, провів у її формі 45 матчів, забивши 10 голів.
Помер 11 липня 2007 року на 65-му році життя у місті Алінгсос.

## Титули і досягнення
- Чемпіон Швеції (1):

«Ельфсборг»: 1961
- Чемпіон Швейцарії (1):

«Грассгоппер»: 1970-71
- Володар Кубка швейцарської ліги (2):

«Грассгоппер»: 1973, 1974-75